# Irina Palm
Pour plus de détails, voir Fiche technique et Distribution.
Irina Palm est un film réalisé par Sam Garbarski sorti en 2007, avec dans les rôles principaux Marianne Faithfull et Miki Manojlović. Le film est une coproduction entre cinq pays : Belgique, Luxembourg, Royaume-Uni, Allemagne et France. Sa première, au festival international du film de Berlin de 2007, a été largement saluée. La langue du tournage et de la version originale est l'anglais.

## Synopsis
Maggie est une grand-mère dont le petit-fils Ollie va bientôt mourir d'une maladie rare si on ne l'envoie pas en Australie, à Melbourne, tenter un nouveau traitement. Mais ses parents et sa grand-mère, qui a déjà vendu sa maison pour payer ses soins, n'ont pas l'argent nécessaire. Maggie finit par échouer dans un sordide club de Londres, le Sexy World à Soho, où elle postule après avoir vu un panneau d'embauche d'« hôtesses », croyant qu'il s'agit de « servir le thé, débarrasser le bar ». Mais le patron du club, Miki, lui explique que « "hôtesse" est un euphémisme pour putain ». Le travail qu'il propose à Maggie stupéfaite consiste à masturber des hommes à travers un trou pratiqué dans une cloison (un glory hole).
Maggie refuse d'abord, bien que Miki lui annonce un salaire possible de 600 livres par semaine, voire 800 si elle travaille beaucoup. Mais elle revient à contrecœur, et apprend les rudiments du métier avec Luisa, une jeune femme qui travaille déjà là. Toutes deux vont progressivement sympathiser, et autour d'un verre Maggie raconte qu'elle est veuve depuis sept ans, tandis que Luisa a quitté un mari qui la battait.
D'abord amusé et sceptique à la fois, Miki, le patron du club, constate que sa nouvelle recrue a du succès, et va l'augmenter après qu'elle aura accepté de prendre un pseudonyme, « Irina Palm », évoquant une jeune fille sexy et non la grand-mère qui se trouve en fait de l'autre côté de la cloison. Maggie de son côté personnalise un peu la sordide cabine où elle travaille en apportant un petit tableau et des fleurs.
Le succès croissant d'Irina Palm entraîne, à la surprise de Maggie, le licenciement de Luisa qui n'a plus aucun client et ne rapporte donc plus rien. Tandis que dans la petite ville où elle habite, les commères se demandent pourquoi Maggie s'absente régulièrement et n'en dit rien à personne.
Maggie demande à Miki, sans lui expliquer pourquoi elle en a besoin, de lui avancer 6 000 livres, n'ayant pas le temps d'économiser : dans quelques semaines, son petit-fils sera trop affaibli pour voyager et partir en Australie. Elle s'engage à travailler pendant dix semaines pour rembourser cette somme. Lorsqu'elle remet l'argent à son fils et sa belle-fille, elle refuse de dire comment elle l'a gagné, provoquant l'inquiétude de son fils Tom, qui va finir par la suivre à Londres et par découvrir son secret. Il exige qu'elle abandonne son travail sous la menace de ne plus jamais revoir son petit-fils. Mais sa femme parvient à le convaincre d'accepter l'argent en lui montrant la valeur du sacrifice de sa mère. L'enfant malade part pour l'Australie avec ses parents, et Maggie retourne au club, sa relation avec le patron s'étant transformée en relation d'amour.

## Fiche technique
- Titre : Irina Palm
- Réalisateur : Sam Garbarski
- Scénario : Martin Herron, Philippe Blasband, Sam Garbarski
- Musique : Ghinzu
- Photographie : Christophe Beaucarne
- Montage : Ludo Troch
- Production : Sébastien Delloye, Diana Elbaum, Georges van Brueghel
- Pays d'origine :  Belgique,  Luxembourg,  Royaume-Uni,  Allemagne,  France
- Genre : comédie noire
- Durée : 103 minutes
- Dates de sortie :
  - Belgique : 18 avril 2007
  - France : 9 mai 2007

## Distribution
- Marianne Faithfull : Maggie / Irina Palm
- Miki Manojlović : Miki
- Kevin Bishop : Tom, le fils de Maggie
- Siobhan Hewlett : Sarah, la femme de Tom
- Dorka Gryllus : Luisa
- Jenny Agutter : Jane
- Corey Burke : Ollie, le petit-fils de Maggie